# Peridesmia
Peridesmia är ett släkte av steklar som beskrevs av Förster 1856. Peridesmia ingår i familjen puppglanssteklar.
Kladogram enligt Catalogue of Life och Dyntaxa:
| Peridesmia | \| \| Peridesmia congrua \| \| \| \| \| \| Peridesmia discus \| \| \| \| \| \| Peridesmia montana \| \| \| \| |
|            | \| \| Peridesmia congrua \| \| \| \| \| \| Peridesmia discus \| \| \| \| \| \| Peridesmia montana \| \| \| \| |
|            | Peridesmia congrua                                                                                            |
|            | |
|            | Peridesmia discus                                                                                             |
|            | |
|            | Peridesmia montana                                                                                            |
|            | |